# Programmations du Pukkelpop des années 2010
Pour des articles plus généraux, voir Pukkelpop et Programmations du Pukkelpop.
Cet article présente les programmations du Pukkelpop des années 2010.

## Années 2010

### 2010
- Dates : 19, 20 et 21 août
- Localisation : Kiewit, Hasselt (Kempische Steenweg)
- Scènes : Main Stage, Marquee, Dance Hall, The Shelter, Boiler Room, Club, Château et Wablief?!
- Programmation : Placebo, Iron Maiden, 2manydjs, Snow Patrol, The Prodigy, Queens of the Stone Age, Blink-182, Limp Bizkit, The Kooks, The xx, Bloody Beetroots DJ Set, Eels, Kele Okereke, Soulwax, The Flaming Lips, Laurent Garnier, Jonsi, Boys Noize, Pendulum, Serj Tankian, 3OH!3, Aeroplane DJ Set, Against Me!, All Time Low, NOFX, Bad Religion, Seasick Steve, Mumford & Sons, Steve Aoki, Goose, Groove Armada, Band of Horses, Goldfrapp, Kelis, Gojira, Benny Benassi, Blood Red Shoes, Black Rebel Motorcycle Club, The National, Gallows, Yeasayer, Kate Nash, Biffy Clyro, The Cribs, Chase and Status Live, Erol Alkan, Garcia plays Kyuss, Danko Jones, Laidback Luke, Gogol Bordello, Diplo, The Black Box Revelation, Foals, De Jeugd van Tegenwoordig, White Lies, Magnetic Man, Blue October, Major Lazer, Hot Chip, Digitalism, DJs Ed & Kim, Henry Rollins Spoken Word, Richie Hawtin presents Plastikman live, Caribou, Ash, These New Puritans, Two Door Cinema Club, We Are Scientists, Gonjasufi, Four Tet, OK Go, You Me At Six, Broken Bells, The Aggrolites, Die Antwoord, Beach House, Thrice, The Drums, D.I.M., Flying Lotus, Noisia, Boris Dlugosch, The Low Anthem (en), Uffie, The Toy Dolls, Proxy, Fat Freddy's Drop, Band Of Skulls, Jack Beats, Minus the Bear, Jaga Jazzist, Meuris, Miike Snow, Stornoway (en), Ellie Goulding, Shameboy, Fuck Buttons, Au Revoir Simone, Switch, Balthazar, Djedjotronic, ill Niño, Martyn (en), Fanfarlo, Caspa & MC Rod Azlan, Local Natives, Holy Fuck, Laura Marling, Highbloo, Skindred, The Tallest Man on Earth, Selah Sue, Isbells, Marina & the Diamonds, Dez Mona (en), Parkway Drive, Sound Of Stereo, The Van Jets (nl), Les Petits Pilous, Mint, Matt & Kim, Flip Kowlier, High Contrast (en), Partyharders feat Highbloo, Mintzkov (en), And So I Watch You from Afar, Ou Est le Swimming Pool, ...

### 2011
Le Pukkelpop est interrompu par de violentes pluies et des rafales de vent qui atteignent 170 km/h. Cinq personnes y perdent la vie.
- Jeudi 18 août : Foo Fighters, Thirty Seconds To Mars, Rise Against, Skunk Anansie, Paul Kalkbrenner, Fleet Foxes, Crookers, Dave Clarke, The Streets, Bullet for My Valentine, Mark Ronson & The Business Intl, James Blake, Bring Me the Horizon, Good Charlotte, Face to Face, Explosions in the Sky, Benga & Skream Ft. Youngman, Netsky, Skrillex, Anna Calvi, DJ Flesh...

- Vendredi 19 août : Eminem, The Offspring, Deftones, Bloody Beetroots Death Crew 77, Crystal Castles, Jamie Woon, Suicidal Tendencies, Jose James, Benny Benassi, Patrick Wolf, No Use for a Name, Birdy Nam Nam, Calvin Harris (DJ Set), Noisettes, Nero, New Found Glory...

- Samedi 20 août : dEUS, Duck Sauce, Trentmøller (live), Apocalyptica, Cassius (DJ Set), A-Trak, The Subs, Blonde Redhead, The View, Stromae, Borgore, The Horrors, Carte Blanche, Sebastian, Warpaint, Busy P, Sebadoh...

### 2012
- Dates : 16, 17 et 18 août
- Localisation : Kiewit, Hasselt (Kempische Steenweg)
- Scènes : Main Stage, Marquee, Dance Hall, The Shelter, Boiler Room, Club, Castello et Wablief?!
- Programmation[2],[3]:

| Main Stage   | Marquee                                 | Dance Hall                 | The Shelter                   | Boiler Room                                             | Castello            | Club            | Wablief?!                    |
| ------------ | --------------------------------------- | -------------------------- | ----------------------------- | ------------------------------------------------------- | ------------------- | --------------- | ---------------------------- |
| Zornik       | The Bony King Of Nowhere (en) & Friends | Nobody Beats The Drum (nl) | The Computers (en)            | Mumbai Science                                          | No Ceremony///      | White Rabbits   | Glenn Claes                  |
| Rizzle Kicks | The Jezabels                            | Children Of The Night      | Touché Amoré                  | SCNTST                                                  | Stay+               | Cloud Nothings  | Clouds On Elektricity        |
| Snoop Dogg   | Of Monsters and Men                     | Labrinth                   | Bleed From Within             | The Zombie Kids                                         | Alt-J (∆)           | Bowerbirds (en) | Great Mountain Fire          |
| Bush         | The Horrors                             | Dirtyphonics               | The Bots                      | KOAN Sound (en)                                         | Chromatics          | Alberta Cross   | Mad About Mountains (nl)     |
| Santigold    | Tinie Tempah                            | Modestep                   | Young Guns                    | High Contrast (en) feat. Jessy Allen & Dynamite MC (en) | Ghostpoet (en)      | Minus the Bear  | Bed Rugs (nl)                |
| Bloc Party   | Hot Chip                                | Example                    | Steak Number Eight            | Borgore                                                 | Dorian Concept (en) | Django Django   | Creature with the Atom Brain |
| Björk        | The Gaslight Anthem                     | Modeselektor               | Me First and the Gimme Gimmes | Flux Pavilion                                           | Rustie (live)       | Lianne La Havas | De Mens                      |
| Netsky Live  | Feist                                   | Sub Focus (live)           | Apocalyptica                  | Dada Life                                               | Nicolas Jaar Live   | The Big Pink    | Isbells                      |
| Netsky Live  | Mark Lanegan Band                       | Nero dj set                | Social Distortion             | Laurent Garnier LBS Featuring Scan X                    | Nicolas Jaar Live   | Tune-Yards      | Vive La Fête                 |
| Netsky Live  | Mark Lanegan Band                       | Nero dj set                | Social Distortion             | TLP                                                     | Nicolas Jaar Live   | Tune-Yards      | Vive La Fête                 |

Flying Lotus, Frank Ocean, Chiddy Bang
Vendredi 17 : The Stone Roses, Lykke Li, Keane, The Afghan Whigs, Chase and Status DJ set and Rage, Digitalism Live, Eagles of Death Metal, Grandaddy, Andy C: Alive, Knife Party, Band of Skulls, Two Door Cinema Club, Maxïmo Park, Jamie Woon, Good Riddance, Crookers, Carl Craig presents 69 live, Goose, Camo & Krooked Live, Charles Bradley & his Extraordinaires, The Tallest Man on Earth, Blood Red Shoes, Kimbra, SebastiAn Live, Fink, Customs, Jakwob Live, Apparat, Freaky Age, Gorki, Bassnectar, Joy Orbison (en), Brodinski, Every Time I Die, Len Faki, Letlive, Cancer Bats, Pearson Sound (en), Kap Bambino, Pangaea, Wallace Vanborn (nl), Baroness, Ben UFO, Skindred, Sound Of Stereo live, Merdan Taplak (nl), The Walkmen, Willis Earl Beal, Dog Is Dead, Deaf Havana, Doorly, Breton, Yashin, We Are Augustines, Friends, Drive Like Maria, Oberhofer (en), Willy Moon, Vondelpark (en), The Me in You (nl), Com Truise, Reiziger, Pollyn, Raving George, Geppetto & The Whales (nl), Zulu Winter, Fidlar.
Samedi 18 : Foo Fighters, The Black Keys, The Hives, Magnetic Man, A-Trak, Wilco, Refused, Dizzee Rascal, Billy Talent, The Shins, Miike Snow, All Time Low, Major Lazer, Buraka Som Sistema, Tiga, Enter Shikari, Diplo, Gesaffelstein (live), Ghost, The Joy Formidable, Sleigh Bells, SX, Ms. Dynamite, Amatorski, The Jim Jones Revue, Stephen Malkmus and the Jicks, Graveyard, Feed Me, Bob Mould performs 'Copper Blue', The Antlers, C2C, Patrick Watson, Hudson Mohawke, Trash Talk, Diablo Blvd, Fence, Pulled Apart By Horses, Marco Z (nl), Dry The River (en), Loadstar Live, Blawan, Kiss the Anus of a Black Cat (nl), Troumaca, Devil Sold His Soul, Daughter, Gemini, Jessie Ware, Jamie N Commons (en), Ceremony (en), Howler, Flying Horseman, P Money, Lower Dens (en), Dillon Francis, Coem, Light Asylum, Ego Troopers, Disclosure, Oscar & The Wolf, Man Without Country.
Date non-renseignée : AKS Live, Balthazar, Benga Live, The Cribs, Ed & Kim, Eptic, Hong Kong Dong, Jacques Lu Cont, Martin Solveig, Miss Polska, Nina Kraviz, OFWGKTA, Sam Sparro, Trash Radio, The Van Jets (nl).

### 2013
- Dates : 15, 16 et 17 août
- Localisation : Kiewit, Hasselt (Kempische Steenweg)
- Scènes : Main Stage, Marquee, Dance Hall, The Shelter, Boiler Room, Club, Castello et Wablief?!
- Programmation[4] :
- 15 août : Eminem, Nine Inch Nails, Chase and Status, Duck Sauce, Fall Out Boy, Deftones, Nero, Godspeed You! Black Emperor, Hurts, Kendrick Lamar, Rudimental DJ Set, A-Trak, Mac Miller, TNGHT
- 16 août : The Prodigy, Eels, Boys Noize, Major Lazer, James Blake, DJ Fresh, Skunk Anansie, Katy B, The Magician, Fun, Killswitch Engage
- 17 août : The XX, Franz Ferdinand, Paul Kalkbrenner, Goose, Knife Party, The Knife shaking the habitual show, Triggerfinger, Foals, Alabama Shakes, Regina Spektor, Bat for Lashes, Opeth, Bonobo, Noisia, Mr Oizo, Crystal Castles, Erol Alkan, Jamie xx
- Date non-renseignée : Allah-Las, Alkaline Trio, AlunaGeorge, Andy Burrows, Animal-Music, AraabMuzik (en), Architects, As I Lay Dying, Baauer, Ben Pearce (en), Bingo Players, Bombino, , Bosnian Rainbows, , Brand New, Cerebral Ballzy, Church Ragan, Chvrches, Cloud Boat, Crystal Fighters, Cult of Luna, Danny Brown, Daughter, Deap Vally, Dillon Francis, Dismantle, Doctor P (en), Duke Dumont, Factory Floor (en), Flosstradamus, Foreign Beggars, Frank Turner and the Sleeping Souls, Friction (en), Fucked Up, Girls in Hawaii, Glen Hansard, Gorgon City, Haim, Hawk Eyes, Hazard, Holy Other (en), Imagine Dragons, In The Valley Below, Jagwar Ma , Johnny Marr, Julio Bashmore, Kate Boy, Klangkarussell, Kodaline, Lamb of God, Local Natives, Lord Huron, Mala in Cuba, Mark Ronson, Matt Corby, Maya Jane Coles, Midlake, Miles Kane, Mosca, Mount Kimbie, MS MR, Neil Young & Crazy Horse (annulé), Nina Nesbitt, OneMan, Phosphorescence, Pokey LaFarge, Poliça, Proxy, Quicksand, Redlight (musician) (en), RL Grime, SBTRKT, Skaters (en), Slayer, SOHN, Solange (annulée), Soulwax, Surfer Blood, TC, The Bronx, The Family Rain, The Menzingers, The Parov Stelar Band, Toddla T Sound, Totally Enormous Extinct Dinosaurs, Unknown Mortal Orchestra, Villagers, We Came as Romans, While She Sleeps, Wilkinson, XXYYXX,Your Demise, Zeds Dead

### 2014
- Dates : 14, 15 et 16 août
- Localisation : Kiewit, Hasselt (Kempische Steenweg)
- Scènes : Main Stage, Marquee, Dance Hall, The Shelter, Boiler Room, Club, Castello et Wablief?!
- Programmation : A Day to Remember, Andy C, Anna Calvi, August Burns Red, Balthazar, Bill Callahan, Black Lips, Blaudzun (en), Bombus, Boy & Bear (en), Breach, Bring Me the Horizon, Brodinski, Brody Dalle, Buraka Som Sistema, Calvin Harris, Calyx & Teebee & MC Ad, Camo & Krooked, Cashmere Cat, Clean Bandit, Crookers, deadmau5, DeafHeaven, Die Antwoord, Dirtyphonics, Disclosure, DJ Fresh & Messy MC, DJ Snake, Drumsound & Bassline Smith (en), Dub FX, Duke Dumont, Dusky, Ed Sheeran, Editors, Epica, Faul & Wad Ad, First Aid Kit, Flume, Frank Turner and the Sleeping Souls, GTA, Hozier, I Am Legion, Jake Bugg, Janelle Monáe, John Newman, John Wizards, Jungle, Kavinsky, Kaytranada, Kelela, Kelis, Klangkarussell, Lonely the Brave, Macklemore & Ryan Lewis, Mat Zo, Maybeshewill, MK, MØ, Modestep, Neck Deep, Neneh Cherry with RocketNumberNine, Nina Kraviz, Of Mice and Men, Omar Souleyman, OutKast, Paul Woolford (en), Portishead, Queens of the Stone Age,  Red Fang, Rockwell, Röyksopp & Robyn, Shlohmo, Snoop Dogg, Sub Focus, Submotion Orchestra (en), Tensnake, The 2 Bears, The Bloody Beetroots, The Cat Empire, The Flatliners, The Jillionaire, The National, To Kill a King, Tom Odell, Tourist, Truckfighters, Uncle Acid & the Deadbeats, XXYYXX, Young Fathers.

### 2015
- Dates : 19, 20, 21 et 22 août
- Localisation : Kiewit, Hasselt (Kempische Steenweg)
- Scènes : Main Stage, Marquee, Dance Hall, The Shelter, Boiler Room, Club, Castello et Wablief?!
- Programmation : Linkin Park, Bastille, The Offspring, Ellie Goulding, Netsky, Limp Bizkit, Major Lazer, Rudimental, Above & Beyond, Adam Beyer, Allah-Las, All Time Low, Architects, A-Trak, Atreyu, Bad Breeding, Bear’s Den, Beatsteaks, Black Box Revelation, Black Sun Empire, Boys Noize, Brodinski presents Brava, Cardiknox, Charles Bradley & His Extraordinaires, Charli XCX, Chunk! No, Captain Chunk!, Courtney Barnett, Craze (ja), Critical Soundsystem, Curtis Harding, Cymbals Eat Guitars, Daniel Avery b2b Erol Alkan, The Dillinger Escape Plan, Diplo, The Districts, Django Django, Dolomite Minor, Dropkick Murphys, Duke Dumont Live, Echosmith, Elliphant, Enter Shikari, Fakear, Father John Misty, FFS (Franz Ferdinand & Sparks), Flako, Four Tet, Future Islands, George Ezra, The Get Up Kids, Ghost Culture, Gorgon City (en) Live, Halestorm, Hannah Wants, Howling, Hudson Mohawke Live, Interpol, James Blake, Jamie xx, John Talabot, Jurassic 5, Karenn live, Kate Tempest, Kele, Knife Party, Kodaline, Len Faki, Lido, Little Dragon, Little Simz, The Maccabees, Machinedrum, The Magician, Manchester Orchestra, Mark Ronson DJ Set, Mastodon, The Menzingers, Mew, Michael Kiwanuka, Milk Teeth, Mini Mansions, Mr Oizo, Dj Mustard, Odesza, Ought, The Parov Stelar Band, Passenger, Pissed Jeans, Pond, Porter Robinson live, Prhyme feat. Adrian Younge, Radkey (en), Rebel Sound, Roots Manuva, Run The Jewels (annulé), Seasick Steve, Shadow Child (en), Sigma Live, Slaves, Son Lux, The Sore Losers (en), SPOR feat. Linguistics, The Story So Far, Strand Of Oaks (en), The Subways, Tale Of Us, Tame Impala, Ten Walls (annulé), Thomston, Todd Terje & The Olsens, Trixie Whitley, Truckfighters, Ty Dolla $ign, Underworld, The Upbeats (sk), Viet Cong, The War On Drugs, What So Not, et plus...

### 2016
- Dates : 17, 18, 19 et 20 août
- Localisation : Kiewit, Hasselt (Kempische Steenweg)
- Scènes : Main Stage, Marquee, Dance Hall, The Shelter, Boiler Room, Club, Castello et Wablief?!
- Programmation : Alex Vargas, Âme, Anderson .Paak and The Free Nationals, Annix, At The Gates, AUDION live, Beach Slang, Biffy Clyro, Big Sean, Bloc Party, Blues Pills, Bob Moses, BOY, Camo & Krooked DJ set, Caspian, Cassius, Chase and Status, The Chemical Brothers, Chvrches, Circa Waves, Clap! Clap! (en), Clutch, Comeback Kid, Craig David’s TS5, Crystal Castles, Damian "Jr. Gong" Marley, DEAD!, Deez Nuts, Defeater, Die Antwoord, Dillon Francis, Dua Lipa, Eagles of Death Metal, Fatima Yamaha, Flatbush Zombies, The Front Bottoms (en), Gavin James, George Fitzgerald, Graveyard, Half Moon Run, Halsey, Hannah Wants, Hazard, Henry Rollins Spoken Word, HVOB, Jamie Lidell, Jess Glynne, Job Jobse, Keys N Krates (en), The Kills, LCD Soundsystem, Loco Dice, Lone live, Lukas Graham, The Lumineers, M83, Martin Solveig, Mastodon, Mick Jenkins, Minor Victories, Mura Masa, Mutoid Man (en), The Neighbourhood, Nina Kraviz, Noel Gallagher's High Flying Birds, Noisia, Opeth, Oscar And The Wolf, Our Last Night, Pendulum DJ Set & Verse, Refused, Rihanna, Riton, Róisín Murphy, Romare, Seth Troxler, Sharon Jones & the Dap-Kings (en), Sleaford Mods, Sleeping With Sirens, State Champs, Stick To Your Guns, Sub Focus & MC ID, Sunset Sons, Tale Of Us, The Tallest Man On Earth, Travis Scott, The Underachievers, Wakrat, Warpaint, Wolfmother, Zeds Dead, et plus...

### 2017
- Dates : 16, 17, 18 et 19 août
- Localisation : Kiewit, Hasselt (Kempische Steenweg)
- Scènes : Main Stage, Marquee, Dance Hall, Boiler Room, Club, Castello, Lift et Booth
- Programmation :

| Dance Hall      | Boiler Room        | Booth                            |
| --------------- | ------------------ | -------------------------------- |
| TheColorGrey    | The Boilerboys     | Goldfox B2B Joyhauser            |
| DJ Lady S       | Isle Liebens       | Bafana                           |
| Boef            | Skyve & Eva de Roo | Hush Hefner B2B Michael Midnight |
| Kenji Minogue   | Laston & Geo       | Hush Hefner B2B Michael Midnight |
| Delv!s          | The Boilerboys     | Hush Hefner B2B Michael Midnight |
| Kraantje Pappie | The Boilerboys     | Hush Hefner B2B Michael Midnight |

| Main Stage    | Marquee                                       | Dance Hall    | Boiler Room      | Club                 | Castello                     | Lift         | Booth              |
| ------------- | --------------------------------------------- | ------------- | ---------------- | -------------------- | ---------------------------- | ------------ | ------------------ |
| Faces on TV   | Eden                                          | Donnie        | Limits           | Sigrid               | Glints                       | Blackwave.   | DC Salas           |
| Enter Shikari | Girls in Hawaii                               | Sigala        | Mickey           | Youngr               | Mykki Blanco                 | Ray BLK      | Peggy Gou          |
| Cypress Hill  | Intergalactic Lovers                          | Petit Biscuit | Claptone         | Tamino               | ABRA                         | Jonna Fraser | Tornado Wallace    |
| Ryan Adams    | PJ Harvey                                     | Vince Staples | Amelie Lens      | The Naked and Famous | Omar Souleyman               | Stikstof     | Beautiful Swimmers |
| Solange       | Interpol performing Turn on the Bright Lights | Stormzy       | Robert Hood Live | Strand of Oaks       | Kollektiv Turmstrasse        | Watsky       | Vakula             |
| Editors       | Moderat                                       | Mura Masa     | Ben Klock        | Ty Segall            | Joy Orbison (en)             | Denzel Curry | Konna              |
| The xx        | Moderat                                       | Sigma Live    | Maceo Plex       | Mac Demarco          | Gerd Janson B2B Prins Thomas | Lunice       | Konna              |
| The xx        | Moderat                                       | Sigma Live    | Dave Clarke      | Mac Demarco          | Kong & Gratts                | Lunice       | Konna              |
| The xx        | Moderat                                       | Sigma Live    | Nadiem Shah      | Mac Demarco          | Kong & Gratts                | Lunice       | Konna              |

| Main Stage     | Marquee            | Dance Hall          | Boiler Room            | Club               | Castello      | Lift              | Booth                |
| -------------- | ------------------ | ------------------- | ---------------------- | ------------------ | ------------- | ----------------- | -------------------- |
| Brutus         | De Nieuwe Lichting | Emma Bale           | James Marvel & Mc Mota | Palace             | Témé Tan      | Six Hands         | Bejor                |
| Oh Wonder      | Walking on Cars    | Sevn Alias          | Mefjus Feat. Maksim MC | Felix Pallas       | Forest Swords | Nordmann          | Supreems             |
| George Ezra    | Russ               | Tove Lo             | Macky Gee              | Parquet Courts     | Clark         | The Amazons       | Beesmunt Soundsystem |
| Halsey         | The Shins          | Clean Bandit        | What So Not            | Perfume Genius     | Tycho         | Julia Jacklin     | Dan Shake            |
| London Grammar | The Flaming Lips   | Fakear              | Jauz                   | A Blaze of Feather | Mount Kimbie  | Anna of the North | Antal                |
| Bastille       | Elbow              | Richie Hawtin Close | Mr Oizo                | Sampha             | Bjarki        | Newmoon           | Jen sen & Red D      |
| Parov Stelar   | Nicolas Jaar       | Boys Noize Live     | 2Many DJ's Live        | Stuff.             | Rødhåd        | Black Lips        | Jen sen & Red D      |
| Parov Stelar   | Nicolas Jaar       | Boys Noize Live     | Oliver Heldens         | Stuff.             | Mind Against  | Black Lips        | Jen sen & Red D      |

| Main Stage       | Marquee             | Dance Hall        | Boiler Room                                   | Club                | Castello                  | Lift                | Booth                                     |
| ---------------- | ------------------- | ----------------- | --------------------------------------------- | ------------------- | ------------------------- | ------------------- | ----------------------------------------- |
| The Van Jets     | Steak Number Eight  | Henri PFR         | Doctrine                                      | Tank and the Bangas | Pixx                      | Culture Abuse       | Arno Lemons & DTM Funk present DMT Lemons |
| Migos            | Moose Blood         | Broederliefde     | Delta Heavy Feat. Mc Lowqui                   | D. D Dumbo          | Lemaitre                  | Cocaine Piss        | Full Crate                                |
| Jake Bugg        | Pvris               | Tamer Nafar       | Black Sun Empire Feat. Mc Lowqui              | Car Seat Headrest   | Vuurwerk                  | Shame               | Rachel Green                              |
| The Afghan Whigs | The Pretty Reckless | Dub FX            | Walshy Fire                                   | First Aid Kit       | Die Ideale Wereld         | Preoccupations      | Hannah Faith                              |
| Bear's Den       | Billy Talent        | Bakermat Live     | Cashmere Cat                                  | Badbadnotgood       | Floating Points Solo Live | HO99O9              | Benji B                                   |
| Mumford & Sons   | At the drive in     | Fritz Kalkbrenner | The Subs (Classics DJ Set)                    | Death Grips         | Talaboman                 | Moon Duo            | Faisal                                    |
| Flume            | Rise against        | Marshmello        | Armand Van Helden B2B Jackmaster              | Band of Horses      | Ben UFO                   | Gruppo Di Pawlowski | Faisal                                    |
| Flume            | Rise against        | Marshmello        | Paul Kalkbrenner presents: Back to the future | Band of Horses      | Jackmaster                | Gruppo Di Pawlowski | Faisal                                    |
| Flume            | Rise against        | Marshmello        | Michael Midnight                              | Band of Horses      | Kiani & His Legion        | Gruppo Di Pawlowski | Faisal                                    |

### 2018
- Dates : 15, 16, 17 et 18 août
- Localisation : Kiewit, Hasselt (Kempische Steenweg)
- Scènes : Main Stage, Marquee, Dance Hall, Boiler Room, Club, Castello, Lift et Booth

| Jeudi 16 août                     | Jeudi 16 août              | Vendredi 17 août            | Vendredi 17 août     | Samedi 18 août                   | Samedi 18 août                  |
| --------------------------------- | -------------------------- | --------------------------- | -------------------- | -------------------------------- | ------------------------------- |
| Arcade Fire                       | Joyhauser                  | Oscar and the Wolf          | John Maus (en)       | Kendrick Lamar                   | Louis the Child (en)            |
| The War On Drugs                  | Kelly Lee Owens            | Travis Scott                | Kodaline             | Imagine Dragons                  | Maribou State                   |
| Dua Lipa                          | Kiasmos Live               | N.E.R.D                     | Nothing But Thieves  | Bazart                           | Marlon Williams                 |
| Bonobo                            | Lauv                       | Goose                       | Or:La                | Justice                          | Møme                            |
| Charlotte de Witte                | Leafs (nl)                 | Sub Focus                   | Rhye                 | Kölsch                           | Protomartyr                     |
| Martin Solveig                    | Marcel Dettmann            | A-Trak                      | Riton & Kah-Lo (en)  | Nina Kraviz                      | Roisin Murphy                   |
| Aurora                            | Nick Murphy FKA Chef Faker | Amber Run                   | Slushii              | A.M.C & Turno                    | Rolling Blackouts Coastal Fever |
| Brockhampton                      | Rag'n'Bone Man             | Amenra                      | Sofi Tukker          | The Black Angels                 | Ron Gallo (en)                  |
| Death From Above                  | Rejjie Show                | Benjamin Clementine         | Sons of Kemet        | The Blaze                        | Ronnie Flex                     |
| Denis Sulta                       | Sam Paganini (en)          | Børns                       | The Sore Losers (en) | Chase Atlantic (en)              | Sleaford Mods                   |
| Dirty Projectors                  | Shellac                    | Call Super                  | SYML (en)            | Cigarettes After Sex             | $uicideboy$                     |
| DJ Guv                            | Trixie Whitley             | David August                | To/Die/For           | Confidence Man                   | Vitalic ODC Live                |
| Flogging Molly                    | Yonaka                     | Deaf Havana                 | Tourist LeMC         | Gogo Penguin                     | Welshly Arms                    |
| Friction                          | Yonaka                     | Dimension                   | Yellow Days          | Hockey Dad (en)                  | The Wombats                     |
| Grizzly Bear                      | Yonaka                     | Hazard B2B Hype feat Mc IC3 | You Me At Six        | J. Bernardt (en)                 | The Wombats                     |
| Horse Meat Disco                  | Yonaka                     | Jax Jones                   | Yungblud             | Jordan Rakei                     | The Wombats                     |
| James Holden & The Animal Spirits | Yonaka                     | JD McPherson (en)           | Yungblud             | King Gizzard & The Lizard Wizard | The Wombats                     |

### 2019
- Dates : 15, 16, 17 et 18 août
- Localisation : Kiewit, Hasselt (Kempische Steenweg)
- Scènes : Main Stage, Marquee, Dance Hall, Boiler Room, Club, Castello, Lift, The Buzz et Booth

| Vendredi 16 août    | Samedi 17 août    | Dimanche 18 août  |
| ------------------- | ----------------- | ----------------- |
| Post Malone         | Tame Impala       | Twenty One Pilots |
| The National        | Royal Blood       | Prophets of Rage  |
| Martin Solveig Live | Anne-Marie        | The National      |
| Dermot Kennedy      | The Black Madonna | Amelie Lens       |
| Franz Ferdinand     | Chase and Status  | Billie Eilish     |
| James Blake         | Eels              | Charli XCX        |
| Jauz                | Jorja Smith       | Good Charlotte    |
| Jon Hopkins         | Mike D            | Pan-Pot           |
| Modeselektor        | Sam Paganini (en) | Pan-Pot           |
| Pennywise           | Stephan Bodzin    | Pan-Pot           |
| Sigma               | The Streets       | Pan-Pot           |
| Stormzy             | The Streets       | Pan-Pot           |
| White Lies          | The Streets       | Pan-Pot           |

Et autres...